# Sucesión al trono de Sajonia-Coburgo y Gotha

Escudo de armas de Sajonia

 La sucesión al ya extinto trono ducal del ducado de Sajonia-Coburgo-Gotha, que existió entre 1826 a 1920 en el Imperio alemán siguió tradicionalmente las reglas de primogenitura, incorporando elementos de la Ley Sálica. El trono recaía siempre sobre los hijos masculinos de un individuo, y se prefería a uno de más edad frente al más joven del mismo sexo, con los hijos representando a sus padres premuertos. El trono podía pasar a través de las mujeres, si no había otra línea más cercana, pero estas estaban excluidas de la línea sucesoria.
Dado que el matrimonio de Ernesto II de Sajonia-Coburgo-Gotha no dejó descendientes, el trono pasó a Alfredo de Sajonia-Coburgo-Gotha, hijo de la reina Victoria del Reino Unido, por lo que la mayoría de los lugares en la línea sucesoria están ocupados por sus descendientes.
Como descendientes de la línea Wettin de príncipes sajones, todos los descendientes de la línea patrilineal ostentan el título de duque de Sajonia, y el tratamiento de alteza, entre otros.

## Línea de sucesión
Como descendientes de la línea reinante en los ducados de Coburgo y Gotha, todo aquel que pertenezca a la línea patrilineal ostenta el título de príncipe.
La línea de sucesión hipotética es la siguiente:
- Príncipe Federico, duque de Sajonia-Coburgo y Gotha (1954-1998)
  -  Príncipe Andrés Miguel, duque de Sajonia-Coburgo y Gotha (1943–presente)
    - (1) Humberto Miguel, príncipe hereditario de Sajonia-Coburgo y Gotha (1975- )
      - (2) Príncipe Felipe de Sajonia-Coburgo y Gotha (2015- )

    - (3) Príncipe Alejandro de Sajonia-Coburgo y Gotha (1977- )